# Sokal'
Sokal' è una città dell'Ucraina, situata sul fiume Bug Occidentale nell'Oblast' di Leopoli.
È stata capoluogo dell'omonimo distretto fino alla soppressione di quest'ultimo, dovuta alla riforma amministrativa del 2020. Da allora, Sokal' fa parte del distretto di Červonohrad.